# ستيفن بوين (لاعب كرة قدم أمريكية)
ستيفن بوين (بالإنجليزية: Stephen Bowen)‏ هو لاعب كرة قدم أمريكية أمريكي، ولد في 28 مارس 1984 في هولي ريدج في الولايات المتحدة.

## وصلات خارجية
- ستيفن بوين على موقع مرجع كرة القدم المحترفة.كوم (الإنجليزية)